# Mohamed Awad Tageddin

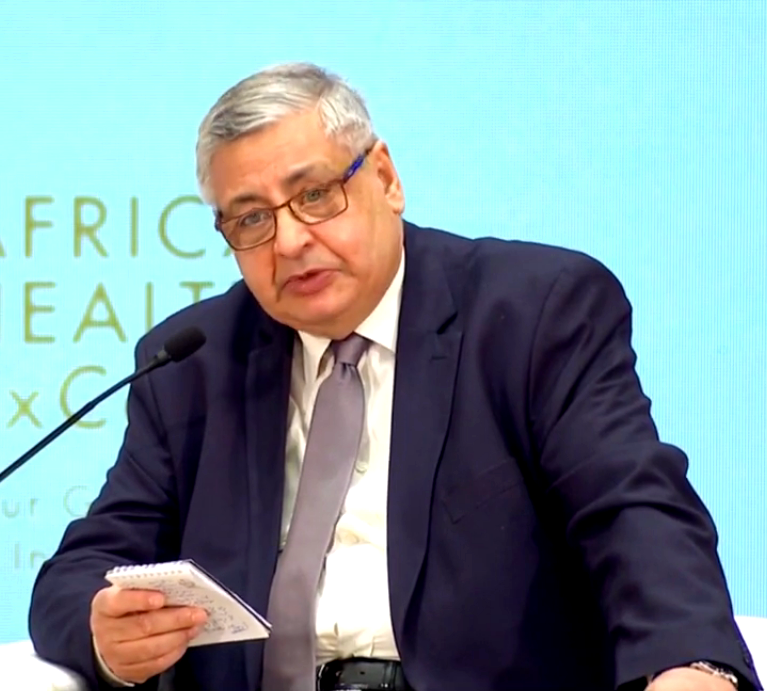
Mohamed Awad Tageddin (2022)

Mohamed Awad Tageddin  (arabisch محمد عوض تاج الدين; * 23. November 1945 in Kairo) ist ein ägyptischer Politiker.

## Leben
Mohamed Awad Tageddin wurde 1968 Bachelor der Medizin und wurde 1976 zum Doktor der Pneumologie an der Medizinischen Fakultät der Ain-Schams-Universität promoviert. Von September bis März 2002 hatte er an der Ain-Schams-Universität eine Professur und war Dekan.
Bei einem Zugunglück am 20. Februar 2002 kamen bei einem Brand in einem Zug von Kairo nach Luxor 373 Menschen ums Leben. In der Folge bildete Husni Mubarak das Kabinett Abaid um und Tageddin wurde Minister für Gesundheit und Bevölkerung.
Als am 26. Juni 2004 eine Bandscheibe von Husni Mubarak in der Schön Klinik in Untergiesing-Harlaching operiert wurde, durfte Tageddin das Bulletin verlesen. Tageddin ist verheiratet und Vater von drei Söhnen.
Er wurde am Ende des ersten Kabinetts Nazif als Minister für Gesundheit und Bevölkerung von Hatem El-Gabali abgelöst.